# Ahmet, o Calígrafo
Ahmet, o Calígrafo (em turco: Hattat Ahmet) foi um oficial e santo otomano do século XVII que, segundo fontes cristãs, se converteu ao cristianismo e foi martirizado em 3 de maio de 1682, sendo comemorado como mártir neste dia pela Igreja Ortodoxa.

## Vida
Ahmet viveu em Constantinopla e serviu como oficial do governo turco otomano antes de sua conversão. Possuía duas escravas russas, uma concubina e outra idosa, permitindo-as frequentarem uma das igrejas ortodoxas gregas de Constantinopla. Com o tempo, Ahmet começou a perceber que quando suas piedosas escravas russas voltavam da igreja, elas eram muito mais gentis e amorosas do que antes irem. Intrigado com isso, Ahmet obteve permissão para comparecer à celebração da Divina Liturgia do Patriarca Ecumênico em Constantinopla. Devido ao seu status como oficial e identidade, o seu pedido não foi recusado, mas foi-lhe permitida uma visita discreta na Igreja.
Durante a Divina Liturgia, Ahmet viu que, quando o Patriarca Ecumênico abençoava os fiéis com seu trikiri e dikiri [en], seus dedos "iluminavam" as cabeças dos fiéis cristãos, mas não a sua. Espantado com este milagre, Ahmet pediu e recebeu o sacramento do batismo .
Durante este período, um dia um grupo de oficiais discutindo perguntaram a Ahmet qual era a sua opinião sobre uma disputa, ao que ele respondeu que não há nada melhor do que a fé cristã.
Por isso ele foi colocado diante do sultão e do cádi . Após tortura e algumas oportunidades de retornar ao islamismo, ele foi decapitado em 3 de maio de 1682.
Ele é celebrado no dia 24 de dezembro (no calendário juliano; 6 de janeiro no calendário gregoriano) na Igreja Ortodoxa sob o nome de Christódoulos (em grego: Χριστόδουλος).